# Шеньковка
Шеньковка — деревня в Хиславичском районе Смоленской области России. Входит в состав Корзовского сельского поселения. Население — 26 жителей (2007 год).

## История
По состоянию на 1910 год в деревне проживало 160 человек.
До 1924 года Шеньковка находилась в составе Хиславичской волости Мстиславского уезда Могилёвской губернии. Позже — в составе Хиславичского района.
В годы Великой Отечественной войны деревня была оккупирована гитлеровскими войсками в июле 1941 года, освобождена в сентябре 1943 года.

## География
Расположена в юго-западной части области в 11 км к северо-западу от Хиславичей, на берегу реки Лызка.
По данным справочников 1981, 1993 годов Шеньковка — деревня Лобановского сельсовета Хиславичского района.
В 1 версте севернее находилось исчезнувшее селение Притыкино.

## Транспорт
В 43 км восточнее деревни расположена железнодорожная станция Стодолище на линии Смоленск — Рославль, в 43 км западнее автодороги А141 Орёл — Витебск.